# Aleșd
Aleșd (Hongaars: Élesd) is een stad (oraș) in het West-Roemeense district Bihor. De stad telt 10.066 inwoners (2011) en is gelegen in de streek Crișana aan de rivier de Crișul Repede. 

## Geschiedenis
De stad is vermoedelijk gesticht in de 11e eeuw, in het jaar 1291 werd ze voor het eerst genoemd als Villa Elusd. Het gebied behoorde destijds tot het koninkrijk Hongarije. Na de inval van de Mongolen in 1241-42 werd ten noorden van de plaats een burcht opgericht (Hongaars: Sólyomkő vára, Duits: Falkenstein, Roemeens: Piatra Șoimului) om het gebied beter te kunnen verdedigen. Tussen 1658 en 1660 werd de burcht beheerst door de Walachijse vorst Constantin Șerban Basarab, daarna werd de burcht ingenomen door de Ottomanen, die tot 1692 het gebied onder controle hadden. Daarna volgde een herovering door de Habsburgse troepen en werd het gebied weer onder controle gebracht van de Hongaarse adel. In 1711 werd de burcht ingenomen door Hongaarse rebellen tijdens Rákóczi's Opstand om vervolgens volledig verwoest te worden door het Oostenrijkse leger. Na de Ausgleich werd Élesd onderdeel van het Hongaarse comitaat Bihar en werd het een districtshoofdstad. Aan het einde van de Eerste Wereldoorlog werd het ingenomen door het Roemeense leger en in 1920 conform het Verdrag van Trianon toegewezen aan Roemenië.
Tussen 1940 en 1944 was de stad weer kortstondig onderdeel van Hongarije.  

## Historische bevolkingssamenstelling
In 1910 bestond de bevolking uit 2344 Hongaren (41,16 %), 1769 Roemenen (31,06 %), 1446 Slowaken (25,39 %) en 75 Duitstaligen (1,32 %).
In 1930 waren er 2065 Roemenen (45,44 %), 1789 Hongaren (39,37 %), 347 Joden (7,64 %), 313 Slowaken (6,89 %), 15 Duitstaligen (0,33 %) en 13 Roma (0,29 %).
In 1956 woonden er in de stad 2891 Roemenen (50,81 %), 2311 Hongaren (40,62 %), 246 Roma (4,32 %), 142 Slowaken (2,50 %), 65 Joden (1,14 %) en 28 Duitstaligen (0,49 %).
In 2002 waren er 6788 Roemenen (65,17 %), 1987 Hongaren (19,07 %), 953 Roma (9,15 %), 645 Slowaken (6,19 %) en 28 Duitstaligen (0,26 %).

### Hongaarse gemeenschap
De Hongaarse gemeenschap van de stad is altijd groot en belangrijk geweest, in absolute aantallen was het aantal Hongaren in 1977 met 2.832 personen het grootst, qua percentage waren de Hongaren in de stad in het jaar 1900 het grootst, met 2.192 personen vormden ze toen 48% een relatieve meerderheid van de bevolking.  Tijdens de laatste volkstelling in 2011 waren er 1.559 Hongaren (16,3%), 500 personen gaven dat jaar geen gegevens over hun nationaliteit op. Op basis van de historische Hongaarse kerkgenootschappen waren er 1.828 Rooms Katholieken en 1.012 Gereformeerden (samen 2.840 personen). In de stad zijn een Rooms Katholieke en Hongaars gereformeerde kerk en een eigen cultureel centrum; het Bocskai István Ház. Verder is er Hongaarstalige basisonderwijs.

## Verkeer
Aleșd ligt aan de belangrijke autoweg E60 tussen Oradea en Cluj-Napoca en aan de spoorlijn tussen de Hongaarse grens bij Borş en Boekarest.

## Partnersteden
Aleșd onderhoudt stedenbanden met Stará Ľubovňa in Slowakije en Kaba in Hongarije.

## Fotogalerij

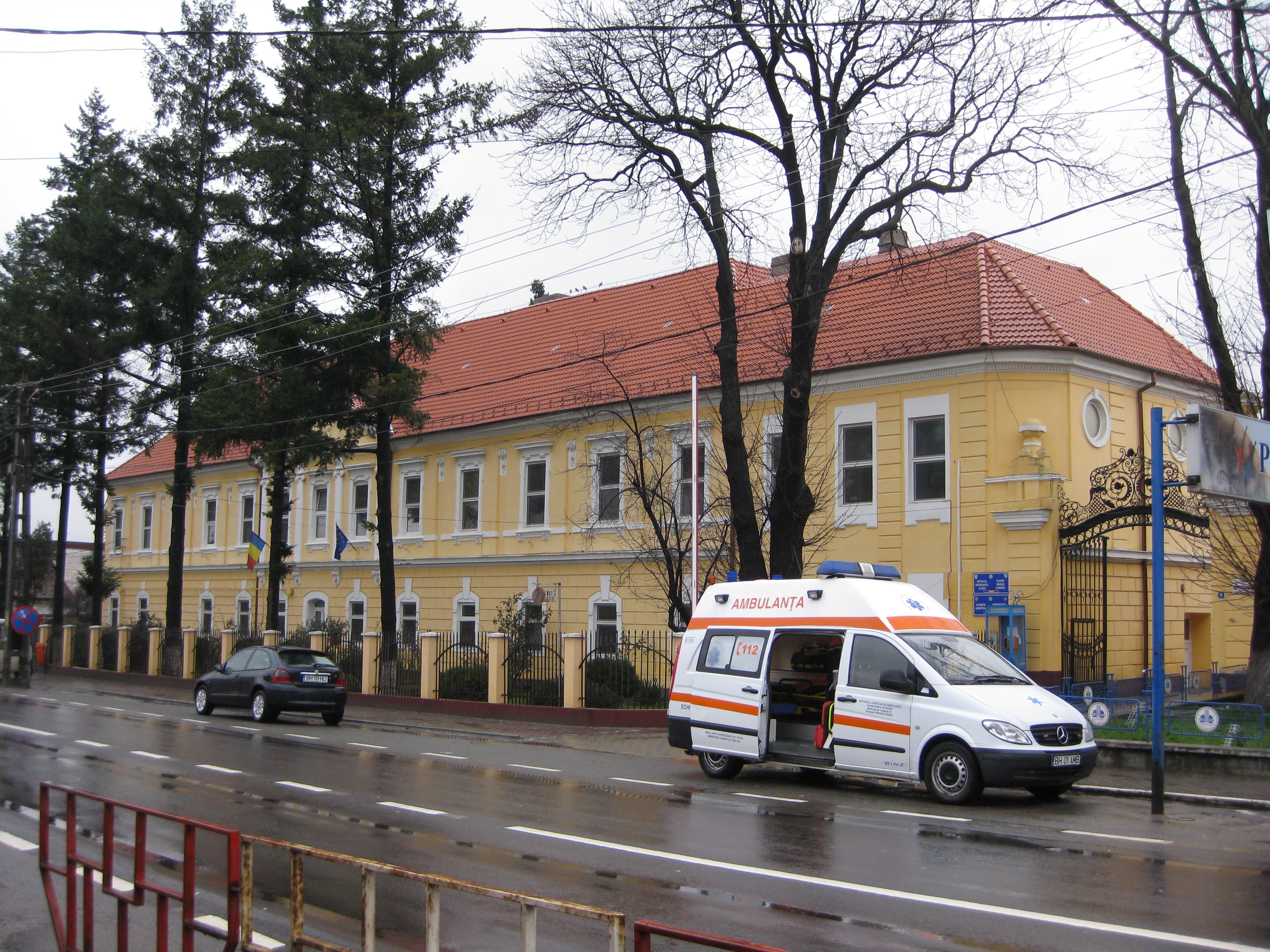
Batthyány-Bethlen kasteel
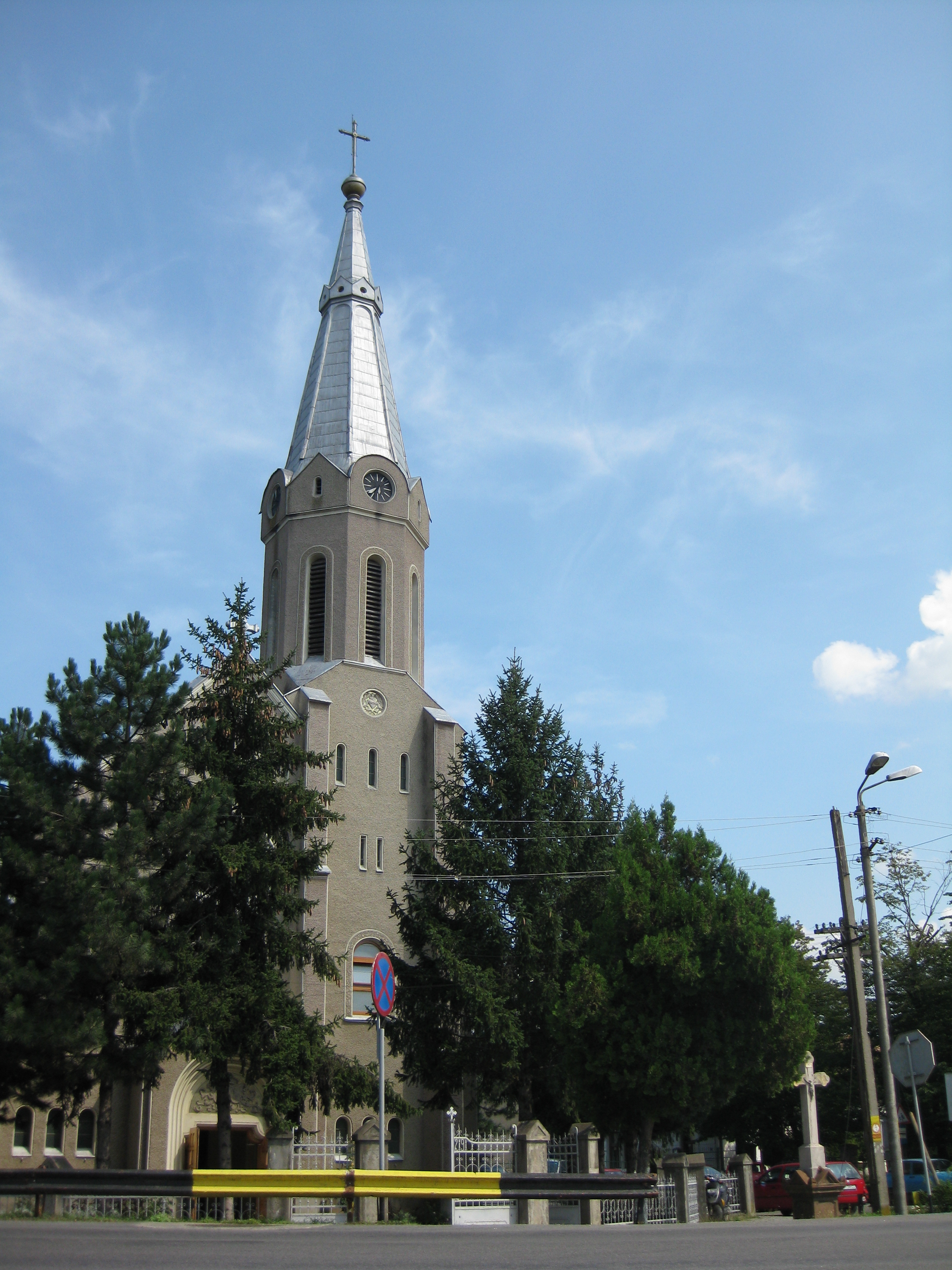
rooms-katholieke kerk
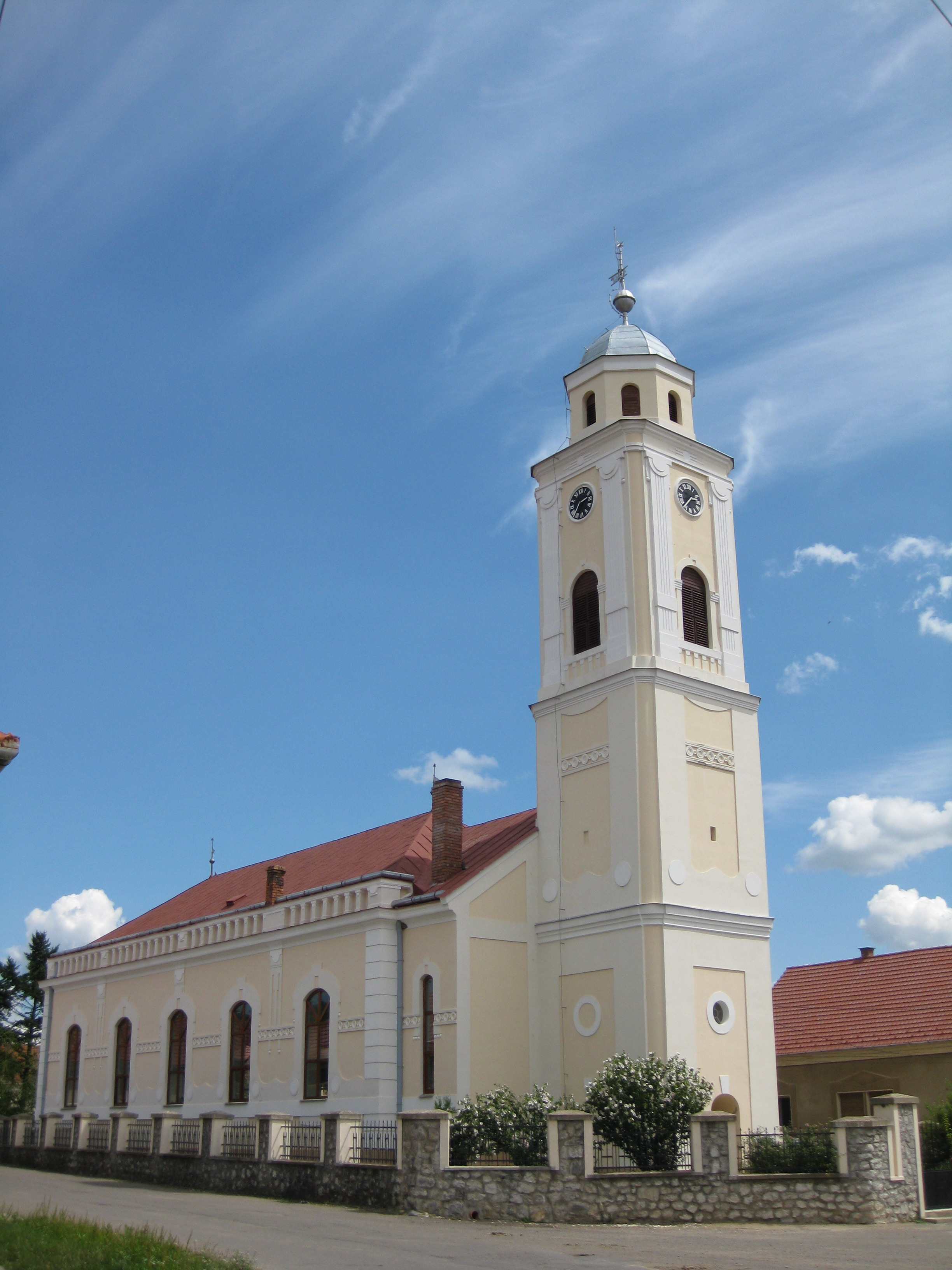
Hongaars gereformeerde kerk
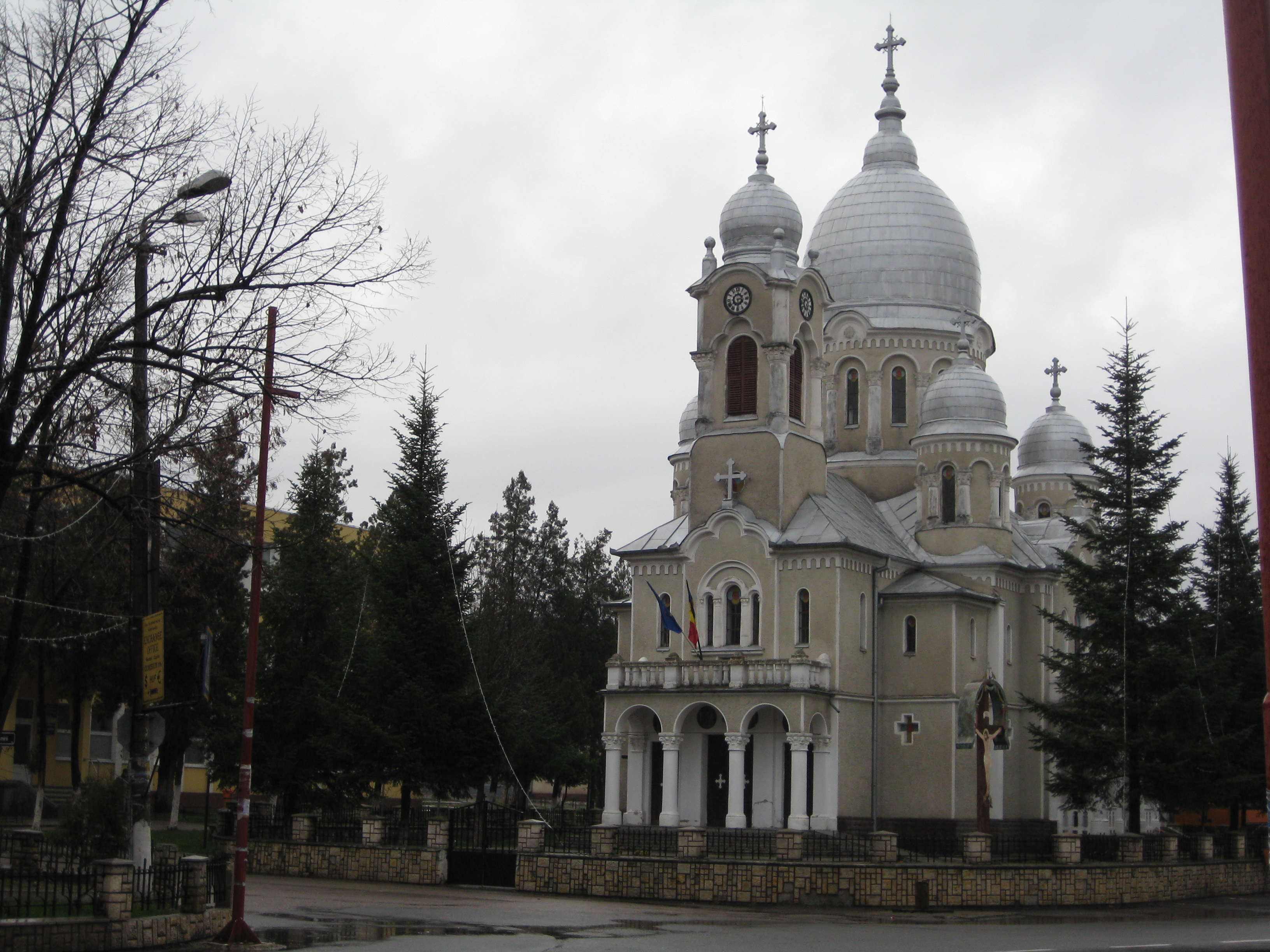
Roemeens-orthodoxe kerk

Steden met gemeentestatus: Aleșd · Marghita · Oradea · Salonta

Steden zonder gemeentestatus: Beiuș · Nucet · Săcueni · Ștei · Valea lui Mihai · Vașcău